# There Is a Light That Never Goes Out
"There Is a Light That Never Goes Out" é uma canção da banda britânica de rock The Smiths, composta pelo guitarrista Johnny Marr e pelo vocalista Morrissey. Lançada no terceiro álbum de estúdio da banda, The Queen Is Dead, não saiu como single no Reino Unido até 1992, cinco anos após a separação do grupo, para promover a coletânea ...Best II. Ele alcançou a posição 25 na parada de singles do Reino Unido e 22 na parada de singles da Irlanda. A música recebeu aclamação considerável da crítica; em 2014, a revista NME a listou como a 12ª melhor canção de todos os tempos. Em 2021, foi classificada em 226º lugar na lista das 500 melhores canções de todos os tempos da Rolling Stone.

## Composição e letra
Foi escrita em conjunto com "Bigmouth Strikes Again". As duas músicas compartilham o mesmo tom, bem como acordes semelhantes. Simon Goddard notou que tanto a quebra de guitarra em "Bigmouth Strikes Again" quanto a seção de flauta em "There Is a Light That Never Goes Out" (originalmente escrita como uma parte de guitarra) são baseadas na figura de arpejo em dó menor. A música apresenta uma sequência ascendente de acordes fá sustenido menor–lá maior–si maior que o guitarrista Johnny Marr pegou do cover dos Rolling Stones de "Hitch Hike" de Marvin Gaye. Marr disse em 1993 que incluiu a sequência como uma "piada interna" para determinar se a imprensa musical atribuiria a inspiração a "There She Goes Again" do Velvet Underground, que ele contesta terem "roubado" também de "Hitch Hike". Ele comentou: "Eu sabia que era mais esperto do que isso. Eu estava ouvindo o que o Velvet Underground ouvira".
Tim DiGravina do AllMusic argumenta que, embora personagens deprimidos fossem uma característica regular no trabalho de Morrissey, sua letra em "There Is a Light That Never Goes Out" "aumenta o quociente triste e condenado aos trancos e barrancos". Goddard argumenta em seu livro Songs That Saved Your Life que a história narrativa básica é semelhante à do filme de Rebel Without a Cause, no qual James Dean — um ídolo de Morrissey — deixa sua tortuosa vida doméstica, sendo o passageiro para um potencial parceiro romântico. De acordo com Goddard, uma versão anterior dela carecia de um pouco da ambiguidade da versão final, culminando na frase "Há uma luz em seus olhos e ela nunca se apaga".

## Gravação
A gravação foi concluída em novembro no Jacobs Studios em Farnham, onde Morrissey refez sua parte vocal duas vezes e Marr adicionou uma melodia de flauta. Johnny mais tarde descreveu o processo de gravação da música como "mágico" e comentou: "Alguém me disse que se você ouvir com o volume muito, muito alto, você pode me ouvir gritar 'Isso foi incrível' bem no final".

## Lançamento
Devido a uma disputa entre os Smiths e sua gravadora Rough Trade Records depois que o grupo completou The Queen Is Dead, nove meses se passaram após o lançamento de "The Boy with the Thorn in His Side" antes que lançassem outro single. Assim que o assunto foi resolvido, o proprietário da Rough Trade, Geoff Travis, sentiu que "There Is a Light That Never Goes Out" deveria ser o "retorno" da banda. Apesar da defesa da canção por Travis, Simon Goddard expressou dúvidas de que a "glamourização explícita do suicídio" da letra a teria tornado popular nas rádios diurnas. Além disso, Johnny Marr insistia que "Bigmouth Strikes Again" fosse o próximo single da banda. Ele disse:

Por muito tempo eu trabalhei com a premissa de que sempre deveríamos ter uma canção em cada álbum que as pessoas dissessem, 'Isso deveria ser um single.' Mas na verdade realmente não fosse. 'Reel Around the Fountain' foi para o primeiro álbum e 'There Is a Light That Never Goes Out' para The Queen Is Dead.
Morrissey afirmou a posição de Marr, comentando: "Queríamos 'Bigmouth Strikes Again'. Suponho que deveria ter sido precedida por 'There Is a Light That Never Goes Out', mas então já tínhamos escrito 'Panic' e estávamos muito ansiosos para jogá-la no deserto do pop".
Independentemente disso, "There Is a Light That Never Goes Out" se tornou a segunda canção dos Smiths a chegar ao topo da enquete Festive Fifty do disc jockey da BBC Radio One, John Peel, em sua contagem de 1986. A canção foi incluída logo em seguida na coletânea The World Won't Listen, de 1987. Em 12 de outubro de 1992, finalmente recebeu um single lançado pela WEA para promover a compilação ...Best II. A canção alcançou a posição 25 no parada de singles do Reino Unido, tornando-se a última aparição do grupo no Top 40 do Reino Unido até o momento.

## Recepção
| Críticas profissionais | Críticas profissionais |
| Avaliações da crítica  | Avaliações da crítica  |
| Fonte                  | Avaliação              |
| ---------------------- | ---------------------- |
| AllMusic               | [ 12 ]                 |

Os críticos musicais consideram "There Is a Light That Never Goes Out" um dos melhores trabalhos dos Smiths. Simon Goddard escreveu: "Em uma pesquisa de opinião entre os fãs de Smiths hoje, 'There Is a Light That Never Goes Out' provavelmente ainda sairia vitoriosa", o que ele credita ao "equilíbrio perfeito" das habilidades de composição de Marr e o lirismo de Morrissey. Tim DiGravina, do AllMusic, a chama de "um destaque entre os destaques do terceiro álbum e obra-prima dos Smiths, The Queen Is Dead". Em 2014, a revista NME a listou como a 12ª melhor canção de todos os tempos. O site Acclaimed Music a lista como a 49ª música mais aclamada de todos os tempos e a sexta mais aclamada da década de 1980. Em 2017, Rob Sheffield, da Rolling Stone, a colocou em primeiro lugar em seu ranking de músicas dos Smiths. Em 2021, foi classificado em 226º lugar na lista das 500 melhores canções de todos os tempos da Rolling Stone.
Johnny Marr comentou sobre a popularidade duradoura da canção: "Eu não sabia que 'There Is a Light That Never Goes Out' se tornaria um hino, mas quando a tocamos pela primeira vez, sabia que era a melhor música que já tinha ouvido".

## Posição nas paradas musicais

### Versão de The Smiths
| Parada (1992)                  | Melhor posição |
| ------------------------------ | -------------- |
| Irlanda (IRMA)                 | 22             |
| Reino Unido (UK Singles Chart) | 25             |

### Versão de Morrissey
Todas as entradas em conjunto de "Redondo Beach".
| Parada (2005)                    | Melhor posição |
| -------------------------------- | -------------- |
| Irlanda (IRMA)                   | 45             |
| Escócia (Scottish Singles Chart) | 15             |
| Reino Unido (UK Singles Chart)   | 11             |
| Reino Unido (OCC UK Indie)       | 1              |

## Certificações
| Região                                                                                             | Certificação | Vendas   |
| -------------------------------------------------------------------------------------------------- | ------------ | -------- |
| Itália (FIMI)                                                                                      | Ouro         | 35,000*  |
| Reino Unido (BPI)                                                                                  | Platina      | 600,000^ |
| *números de vendas baseados somente na certificação ^distribuições baseadas apenas na certificação |              |          |

## Na cultura popular
Há um capítulo no romance Trainspotting de Irvine Welsh com o nome da canção, que menciona seu título diretamente. Ela está presente na trilha sonora de (500) Days of Summer; no filme, é usado para reunir os personagens principais.
A canção foi tocada por vários artistas, incluindo The Cranberries em 2012 na estação de rádio de rock francesa Ouï FM e pela banda de rock Speedstar em 2005 na estação de rádio juvenil australiana Triple J. O projeto 7 Worlds Collide de Neil Finn fez um cover da música em seu álbum autointitulado de 2001. Também foi tocada por Noel Gallagher durante uma apresentação acústica com Gem Archer. Em 2000, os músicos eletrônicos Schneider TM e KPT.michi.gan lançaram um cover da música, renomeada como "The Light 3000", em seu EP Binokular.